# 박경빈
박경빈(한국 한자: 朴暻彬, 2002년 7월 22일 ~ )은 대한민국의 축구 선수로, 포지션은 센터백이다. 현재 양평 FC 소속이다.